# Речки (Дзержинский район)
Ре́чки (бел. Рэ́чкі) — деревня в составе Добринёвского сельсовета Дзержинского района Минской области Беларуси. Деревня расположена в 17 километрах от Дзержинска, 35 километрах от Минска и 17 километрах от железнодорожной станции Койданово.

## История
Деревня известна со второй половины XIX века, находилась в Станьковской волости Минского уезда Минской губернии. В 1858 году деревня находилась во владении Э. Чапского. В 1897 году, по данным первой всероссийской переписи в деревне — 17 дворов, 68 жителей, на односелии — 2 двора, 3 жителя. В 1917 году в деревне насчитывалось 11 дворов, 76 жителей, в урочище — 8 дворов, 27 жителей, на односелии — 2 двора, 7 жителей. 9 марта 1918 года в составе провозглашённой Белорусской Народной Республики, однако фактически находилась под контролем германской военной администрации. С 1 января 1919 года в составе Советской Социалистической Республики Белоруссия, а с 27 февраля того же года в составе Литовско-Белорусской ССР, летом 1919 года деревня была занята польскими войсками, после подписания рижского мира — в составе Белорусской ССР.
С 20 августа 1924 года в составе Добринёвского сельсовета Койдановского района Минского округа. 15 марта 1932 года Койдановский район преобразован в Койдановский польский национальный район, который 26 июня был переименован в Дзержинский.  31 июля 1937 года Дзержинский национальный полрайон был упразднён, деревня Речки перешла в состав Минского района Минского округа, с 20 февраля 1938 года — в составе Минской области. 4 февраля 1939 года Дзержинский район был восстановлен. В 1926 году, по данным первой всесоюзной переписи в деревне проживали 55 жителей, насчитывалось 12 дворов, на хуторе — 2 двора, 20 жителей. В годы коллективизации в деревне был организован колхоз.
В Великую Отечественную войну с 28 июня 1941 года до 6 июля 1944 года под немецко-фашистской оккупацией, на фронте погибли 6 жителей деревни. В 1960 году насчитывалось 40 жителей, входила в состав совхоза им. Марата Казея (центр — д. Даниловичи). В 1991 году насчитывалось 8 дворов, проживали 20 жителей. По состоянию на 2009 год в составе ОАО «Правда-Агро» (центр — д. Боровики), в это же время в деревне насчитывается 7 придомовых хозяйств, проживают 23 жителя.

## Население
| Численность населения (по годам) | Численность населения (по годам) | Численность населения (по годам) | Численность населения (по годам) | Численность населения (по годам) | Численность населения (по годам) | Численность населения (по годам) | Численность населения (по годам) | Численность населения (по годам) |
| 1897                             | 1917                             | 1926                             | 1960                             | 1991                             | 1999                             | 2004                             | 2009                             | 2017                             |
| -------------------------------- | -------------------------------- | -------------------------------- | -------------------------------- | -------------------------------- | -------------------------------- | -------------------------------- | -------------------------------- | -------------------------------- |
| 71                               | ↗110                             | ↘75                              | ↘40                              | ↘20                              | →20                              | ↗21                              | ↗23                              | ↘11                              |
| 2018                             | 2020                             | 2022                             |                                  |                                  |                                  |                                  |                                  |                                  |
| ↗12                              | ↘11                              | ↗19                              |                                  |                                  |                                  |                                  |                                  |                                  |